# Технический университет УГМК
Технический университет УГМК — негосударственное высшее учебное заведение Уральской горно-металлургической компании, открытое в 2013 году. Одна из 77 утверждённых властями России федеральных инновационных площадок (с декабря 2017 года). Полное название — Негосударственное частное образовательное учреждение высшего образования «Технический университет УГМК». Является единственным частным вузом России, который даёт высшее техническое образование. Он же стал первым вузом России, созданным на базе университетской кафедры и промышленного предприятия. В 2016 году вуз получил государственную аккредитацию по восьми программам высшего образования (бакалавриат, специалитет и магистратура). В 2018 году Минобрнауки России впервые разрешило вузу набрать студентов на места с оплатой из бюджета Российской Федерации.
С 2013 года в вузе ежегодно проходят повышение квалификации несколько тысяч сотрудников компаний России (в том числе не входящих в УГМК).

## История

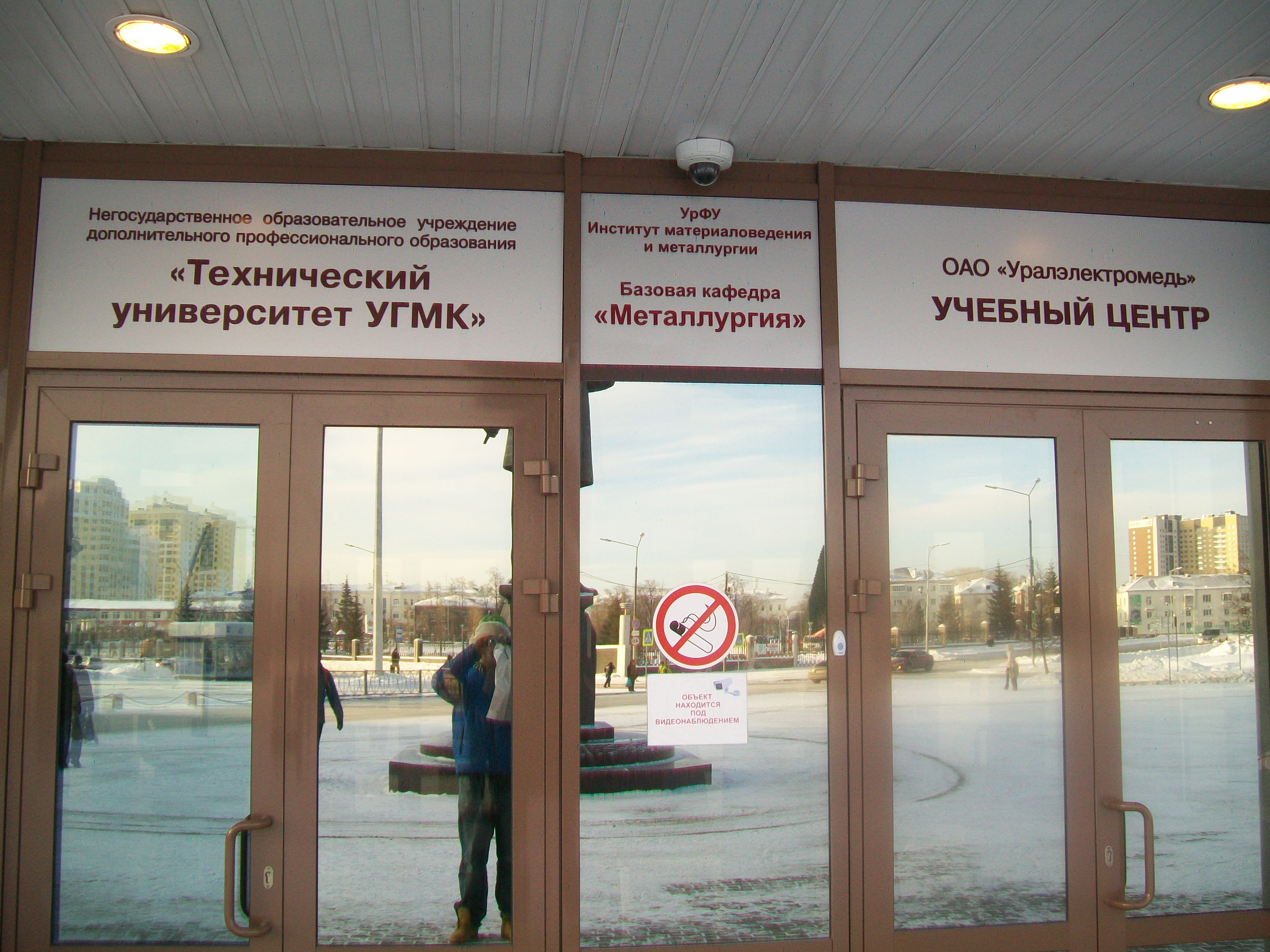
Вход в Университет. Видны вывески вуза, предприятия и кафедры УрФУ

Памятник российскому учёному-металлургу В. Е. Грум-Гржимайло перед университетом

Изначально университет предполагалось создать как филиал Уральского государственного технического университета (с 2011 года Уральский федеральный университет). В 2004 году УГМК начала строительство здания будущего заведения в Верхней Пышме. Директором строящейся организации в 2006—2008 годах был Е. В. Караман. Открытие планировали на 2008 год, но из-за кризиса стройку заморозили, а Е. В. Караман покинул УГМК.
К созданию вуза вернулись в 2011 году. В 2012 году директором университета назначили того же Е. В. Карамана. К этому времени изменилась ситуация в правовом регулировании российского образования — вступивший 1 сентября 2013 года в силу закон «Об образовании в Российской Федерации» разрешил образовательным организациям создавать на базе промышленных предприятий свои кафедры.
Создание Технического университета в 2011—2013 годах заметно отличалось от изначального проекта. Во-первых, отказались от планов создания филиала действующего вуза. Во-вторых, создание Технического университета было профинансировано тремя сторонами: Уральской горно-металлургической компанией, Уральским федеральным университетом им. Б. Н. Ельцина и правительством Свердловской области. Например, на строительство здания вуза УГМК потратила около 1 млрд рублей. Вложения правительства Свердловской области в проект были намного более скромными — 60 млн рублей. Уральский федеральный университет выделил 176 млн рублей. Технический университет УГМК, стал также первым вузом России, открытым на базе кафедры государственного университета и промышленного предприятия. Для этого летом 2013 года на выставке «Иннопром-2013» было заключено соглашение между УГМК и УрФУ о создании для нового вуза специальной кафедры «Металлургия».
До 1 сентября 2013 года в постсоветской России подобное учреждение не могло возникнуть, так как законодательство об образовании разрешало вузам создавать кафедры только в научных учреждениях, но не на промышленных предприятиях. Некоторые крупные российские компании (например, Сбербанк) имели свои корпоративные образовательные центры, которые, называясь «университетами», фактически были курсами повышения квалификации. Примером является созданный в 2006 году Корпоративный университет «Норильский никель», осуществляющий повышение квалификации по рабочим профессиям.
Технический университет УГМК открылся 3 сентября 2013 года. В 2013—2016 годах он напоминал центр повышения квалификации: в нём обучались только действующие сотрудники предприятий. Его директор В. Е. Караман одновременно являлся начальником управления развития персонала ООО «УГМК-Холдинг». За первый год обучение прошли около 6,3 тыс. человек. Программы обучения были краткосрочными: от 8 до 300 часов (на начало 2016 года). При этом инфраструктура вуза была развитой — к концу 2014 года университет имел 11 тыс. м² учебных площадей и конференц-зал на 200 человек.
В 2014 году открыт Научно-исследовательский центр при университете.
В 2014 году получена лицензия на осуществление высшего образования и в следующем году набраны первые магистранты по программам «Металлургия» и «Энергетика». На июль 2016 года на магистерских программах университета обучались 115 человек. Президент УрФУ С. С. Набойченко оценил Университет УГМК как аналог некогда существовавшего в Свердловске в системе Минцветмета СССР Всесоюзного института повышения квалификации.

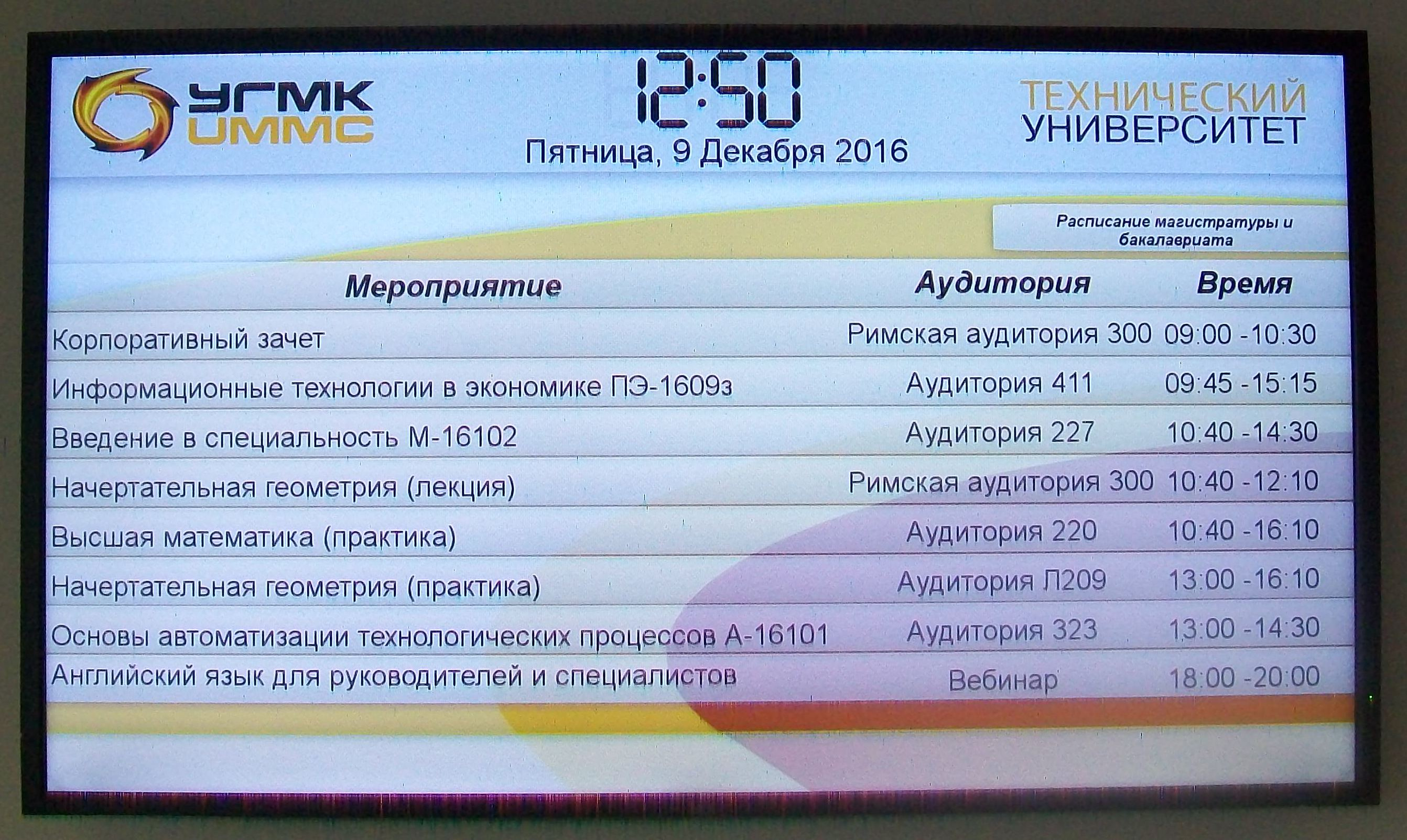
Электронное расписание занятий

В 2016 году Технический университет УГМК получил государственную аккредитацию по восьми программам высшего образования. В сентябре того же года в вуз были набраны первые студенты из числа выпускников школ и учреждений среднего профессионального образования. Всего в 2016 году в вуз поступили 240 человек.
По состоянию на сентябрь 2017 года в вузе было около 500 студентов, из который 155 очной формы обучения.
В декабре 2017 года Технический университет УГМК был включён в перечень 77 федеральных инновационных площадок России, утверждённый в правительстве России до 2023 года.
Первый выпуск специалистов с высшим образованием состоялся в начале 2018 года: дипломы получили 32 магистра по специальностям «Металлургия» и «Энергетика». Второй выпуск был в июне того же года — 66 магистров.
В 2018 году в вузе появились бюджетные места. Минобрнауки России в 2018 году разрешило вузу набрать 40 студентов по пяти специальностям с финансированием их обучения за счёт средств федерального бюджета.
Университет также используется как площадка для различного рода мероприятий, в том числе всероссийского и международного масштаба. Уже на 3 сентября 2013 года (первый день работы вуза) в нём была назначена международная научно-практическая конференция «Создание высокоэффективных производств на предприятиях горно-металлургического комплекса» с участием иностранных учёных. В апреле 2016 года в Техническом университете прошёл финал Всероссийской олимпиады школьников по экологии. В сентябре того же года в университете прошла с участием немецких учёных Международная научно-практическая конференция по вопросам экологии и успешного перехода российской промышленности на принципы наилучших доступных технологий.

## Кампус университета

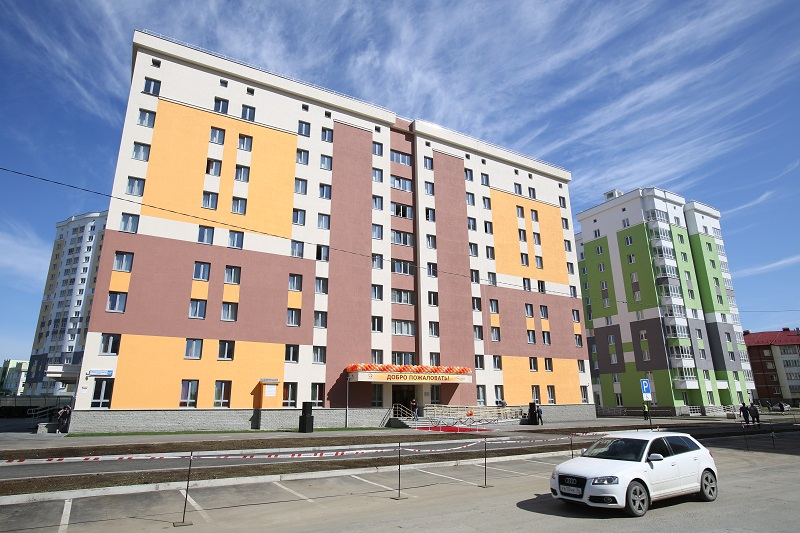
Общежитие Технического университета УГМК

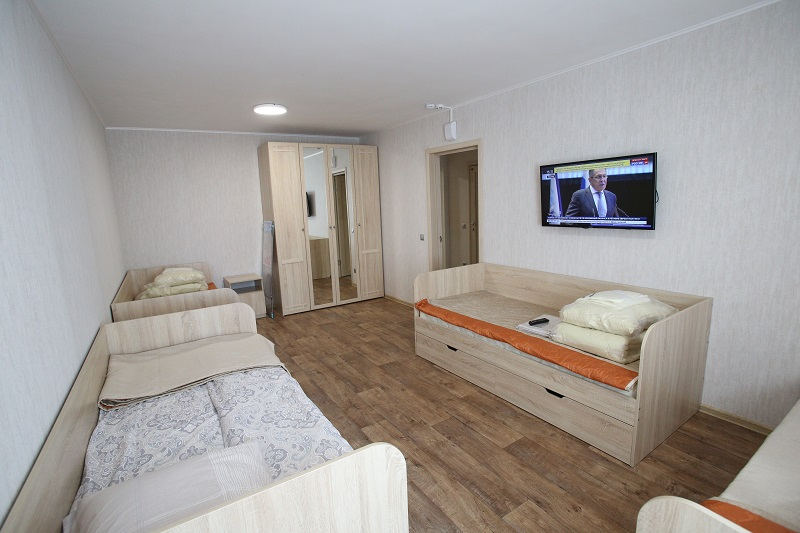
Комната общежития университета

Для Технического университета УГМК построено специальное здание площадью 11 000 м², которое включает в себя конференц-зал на 200 мест, римские аудитории, компьютерные классы, электронную библиотеку и др.
1 сентября 2017 г открылось девятиэтажное общежитие для студентов и преподавателей площадью 7 тыс. м². Здание рассчитано на 300 человек, помимо жилых комнат в нём есть фитнес-зал, прачечная, комнаты отдыха и буфет.
Функции кампуса вуза выполняют объекты на балансе УГМК: Дворец спорта УГМК, бассейн, Ледовая арена имени Александра Козицына, а также Музей военной техники «Боевая слава Урала».

## Факультеты и специальности

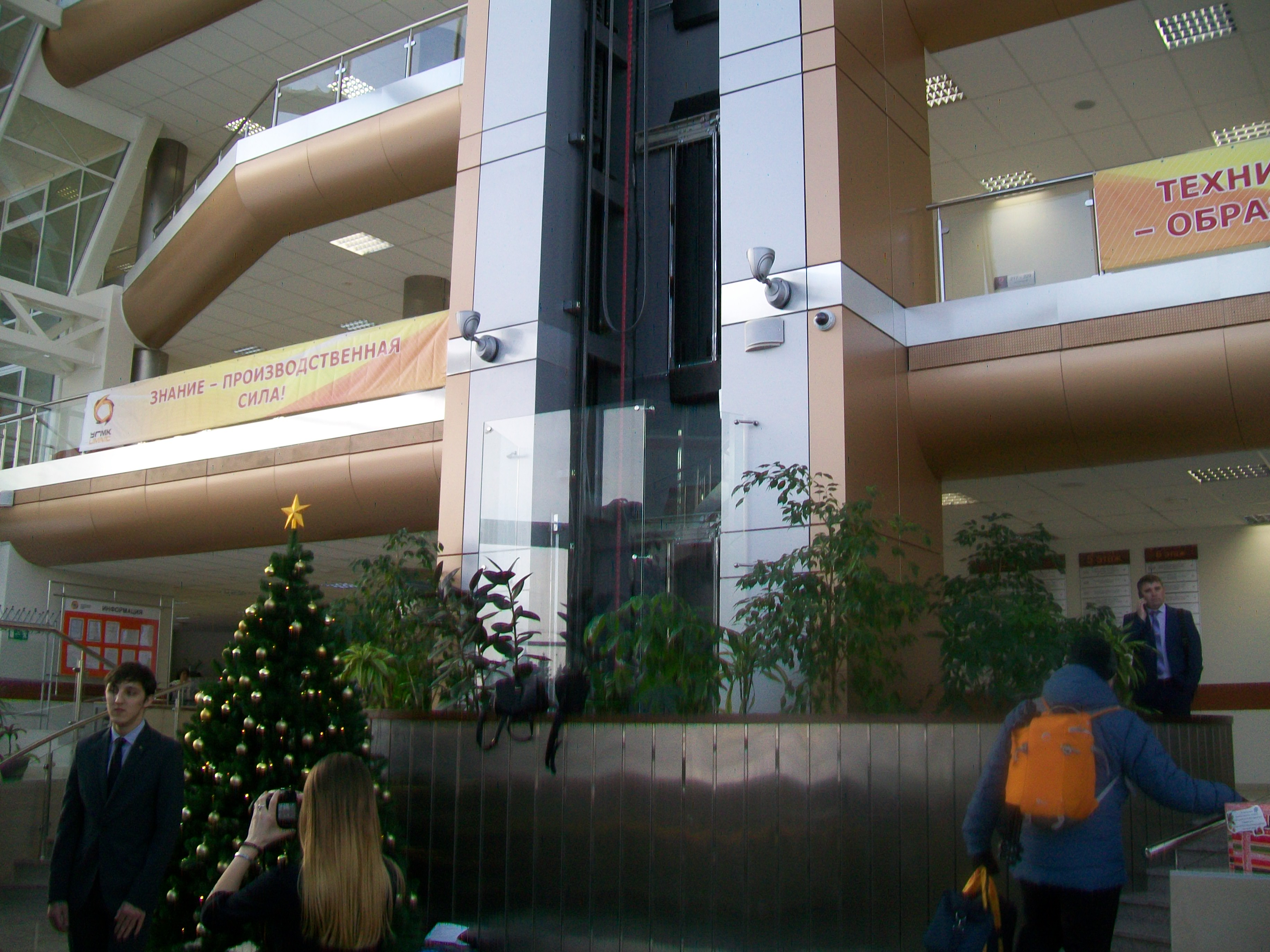
В здании университета около главного входа. Декабрь 2016 года

Подготовка специалистов с высшим образованием началась в сентябре 2015 года. В 2016 году вуз получил государственную аккредитацию, которая даёт ему право выдавать диплом государственного образца по восьми программам высшего образования:
- Бакалавриат — Электроэнергетика и электротехника, Автоматизация технологических процессов и производств, Металлургия, Информационные технологии в промышленности; лесозаготовительные машины и оборудование;
- Специалитет — Горное дело;
- Магистратура — Электроэнергетика и электротехника, Автоматизация технологических процессов и производств, Металлургия, Экономика, Прикладная информатика.

## Руководство
Директором Технического университета УГМК является Лапин Вячеслав Александрович.
Научный руководитель университета — Светлана Владимировна Фёдорова, кандидат технических наук, почётный работник высшего профессионального образования Российской Федерации, ранее работала директором института электроэнергетики и информатики Российского государственного профессионально-педагогического университета и проректором по учебной работе Уральского федерального университета.

## Преподаватели
Профессорско-преподавательский состав вуза на 1 декабря 2016 года состоял из 44 человек, среди которых 7 являлись докторами наук, а 34 были кандидатами наук. Преподавателей набрали не только из Уральского федерального университета. С 2000 года в составе УГМК находится основанный ещё в 1929 году в Свердловске научно-исследовательский институт «Уралмеханобр». На конец 2015 года в «Уралмеханобре» был 431 сотрудник, в том числе 25 кандидатов наук и 1 доктор наук и 15 аспирантов. Сотрудники «Уралмеханобра» преподавали в Техническом университете УГМК уже в 2013—2014 учебном году. Кафедра обогащения полезных ископаемых университета на 2016 год почти полностью состояла из сотрудников «Уралмеханобра»: из семи преподавателей пять (включая заведующего кафедрой) работали в этом институте.

## Научная деятельность
2 сентября 2014 года при вузе был открыт Научно-исследовательский центр университета, созданный при участии Уральского федерального университета и УГМК. Функционирование центра поддерживают созданная в 2013 году кафедра УрФУ «Металлургия» (её возглавляет директор Института материаловедения и металлургии УрФУ доктор технических наук В. А. Мальцев) и входящее в состав УГМК Акционерное общество «Уралэлектромедь». УрФУ закупил специальное научное оборудование, потратив на него 171 млн руб., а УГМК выделила 200 млн руб. на строительство и оснащение 4-этажного здания.

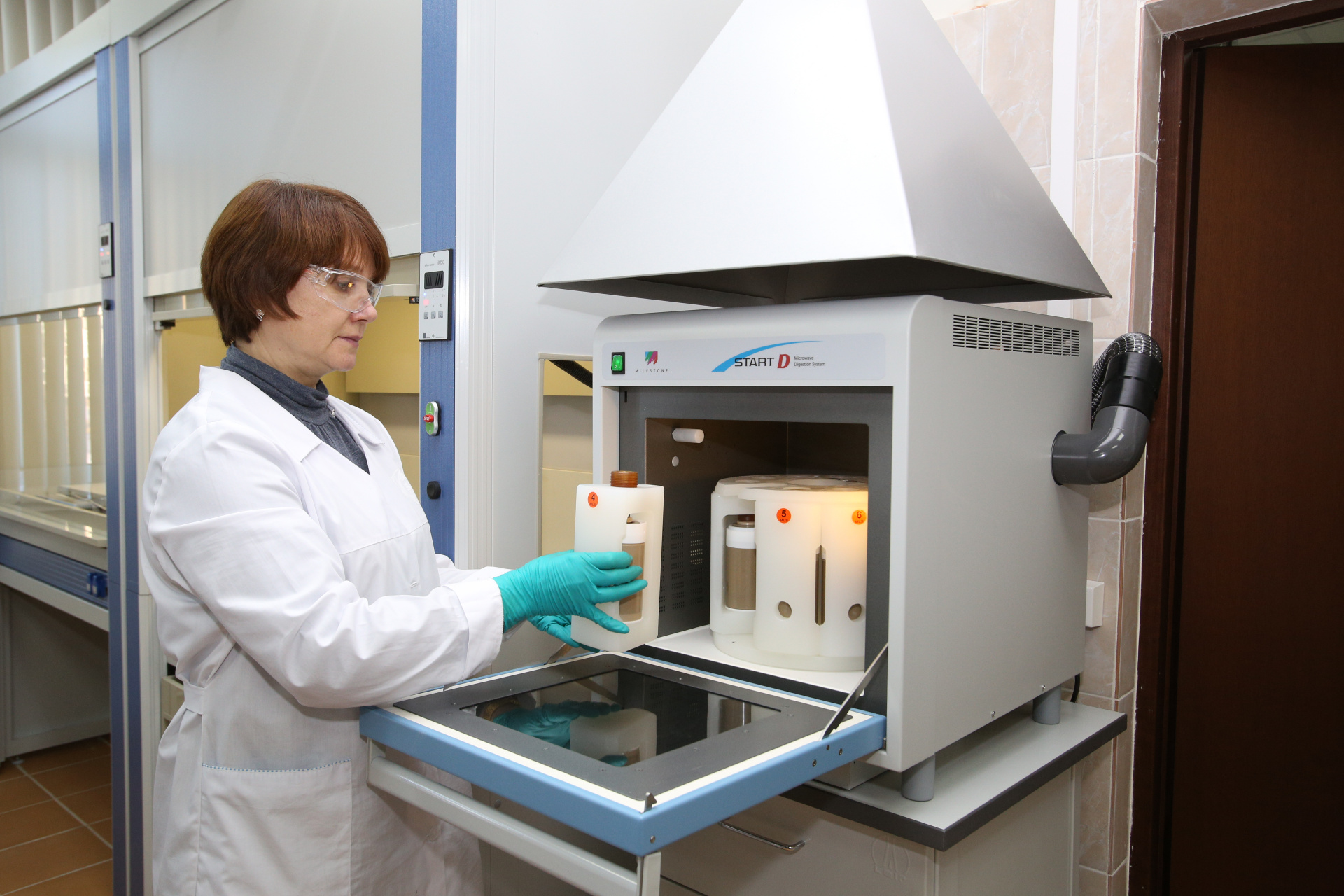
Лаборатория физико-химических методов исследования

В составе Научно-исследовательского центра 7 лабораторий:
- Физико-химических методов исследования;
- Пирометаллургическая;
- Обработки металлов давлением;
- Рудоподготовки и обогащения
- Теплофизики, автоматизации и экологии промышленных печей;
- Теории металлургических процессов;
- Гидрометаллургии с опытным участком гидрометаллургической переработки.

В 2017 году были созданы 3 новые лаборатории:
- Геологии, геодезии и маркшейдерии;
- Автоматизированного электропривода;
- Автоматизированных систем управления.

## Международное сотрудничество
В конце 2015 года Технический университет УГМК, Уральская горно-металлургическая компания и Центр международного сотрудничества ЮНИДО (одно из специализированных учреждений ООН) заключили соглашение о сотрудничестве в деле оптимизации систем энергообеспечения российских промышленных предприятий. Эта договорённость предусматривает создание в Университете специальной лаборатории и разработку учебно-методического комплекса «Системы управления энергоэффективностью». ЮНИДО же обязалось обеспечить лабораторию контрольно-измерительными приборами и программными продуктами.
В 2017 году Технический университет УГМК заключил соглашение об обмене студентами, научными исследованиями и технологиями с чилийским университетом Сантьяго-де-Чили. Чили — один из крупнейших производителей меди в мире.